# Lost Persons Area
Lost Persons Area is een Belgisch-Nederlands-Hongaars-Duits-Franse dramafilm uit 2009, geschreven en geregisseerd door Caroline Strubbe en haar langspeelfilmdebuut.

## Rolverdeling
- Zoltán Miklós Hajdu als Szabolcs
- Vincenzo Cardia als buschauffeur
- Kimke Desart als Tessa
- Lisbeth Gruwez als Bettina
- Sam Louwyck als Marcus

## Release en ontvangst
Lost Persons Area ging op 16 mei 2009 in première op het filmfestival van Cannes in de sectie Semaine de la critique en won de SACD-prijs. Op de Ensors 2010 was de film genomineerd voor vijf categorieën. Caroline Strubbe won de Ensor voor beste regie film en Kimke Desart de Ensor voor beste actrice.

## Prijzen en nominaties
De belangrijkste:
| Jaar | Prijs                   | Categorie     | Genomineerde(n)  | Uitslag     |
| ---- | ----------------------- | ------------- | ---------------- | ----------- |
| 2010 | Ensors                  | Beste film    | Beste film       | Genomineerd |
| 2010 | Ensors                  | Beste regie   | Caroline Strubbe | Gewonnen    |
| 2010 | Ensors                  | Beste acteur  | Sam Louwyck      | Genomineerd |
| 2010 | Ensors                  | Beste actrice | Kimke Desart     | Gewonnen    |
| 2010 | Ensors                  | Beste debuut  | Kimke Desart     | Genomineerd |
| 2009 | Filmfestival van Cannes | SACD-prijs    | Caroline Strubbe | Gewonnen    |